# Klonia (Amazonka)
Klonia (stgr. Κλονία) – w mitologii greckiej jedna z  Amazonek. Pod dowództwem królowej 
Pentezylei brała udział w wojnie trojańskiej. Walczyła z wojownikiem achajskim, Menipposem, który przybył z Fylake razem z Protesilaosem dowodzącym ludem z Ftiotydy w Tesalii. W walce odniosła zwycięstwo i zabiła przeciwnika. Sama zginęła z ręki brata Protesilaosa, Podarkosa, który wraz ze swym bratem dowodził ludem z Fylake.  